# Charles Lemaire
Charles Antoine Lemaire (* 1. November 1800 in Paris; † 22. Juni 1871 ebenda) war ein französischer Botaniker. Sein offizielles botanisches Autorenkürzel lautet „Lem.“

## Leben und Wirken

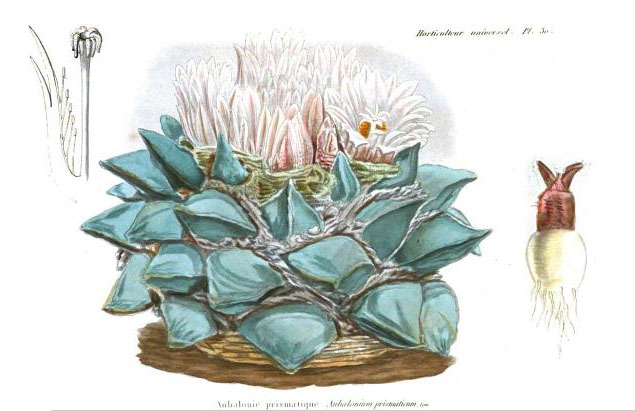
Anhalonium prismaticum, Tafel 30 in L’Horticulteur universel (1839)

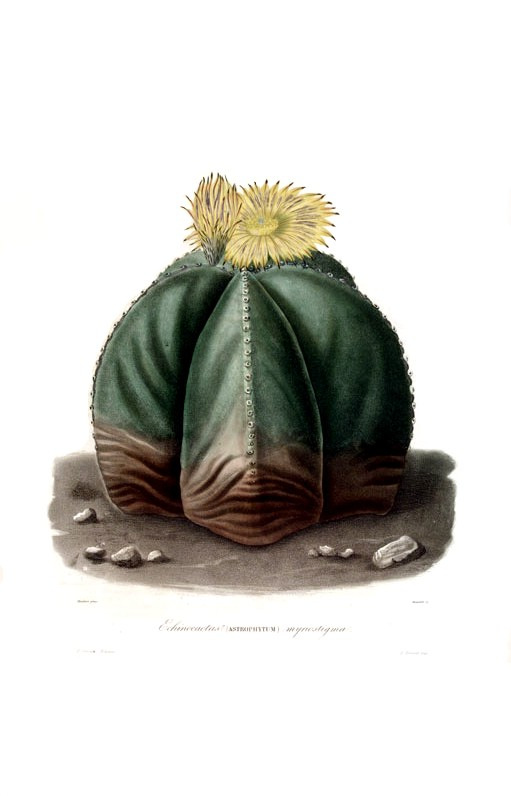
Abbildung von Astrophytum myriostigma aus Iconographie descriptive des cactées

Lemaire war ein Sohn von Antoine Charles Lemaire und Marie Jeanne Davio. Er studierte in Paris und war dort Professor für Klassische Philologie an der Université de France. Lemaire hatte eine Privatschule in der Rue Buffon eröffnet. Diese führt zum Jardin des Plantes, wo er den Leiter der Gewächshäuser Joseph-Henri-François Neumann (1800–1858) kennenlernte, der ihn in die Botanik einführte. Außerdem lernte er den Handelsgärtner Mathieu kennen, der eine kleine Kakteensammlung besaß, und dem er half diese zu vergrößern. Unter Lemaires Einfluss erweiterte Élie-Abel Carrière schließlich die Kakteensammlung des Jardin des Plantes.
Am 11. Juni 1827 gehörte Lemaire zu den Gründungsmitgliedern der auf Anregung von Louis-Étienne Héricart de Thury (1776–1854) gegründeten Société d’horticulture de Paris.
Von Juni 1838 bis Juni 1845 gab er die Zeitschrift L’Horticulteur universel heraus, die als monatliche Teillieferungen erschien, und am Ende 264 Tafeln enthielt.
Im ersten Band der Zeitschrift L’Horticulteur universel veröffentlichte er Hippolyte Boissel de Monvilles Beschreibung von dessen Pflanzensammlung und von acht Erstbeschreibungen neuer Kakteenarten. Lemaire selbst beschrieb darin mit Cereus spachianus und Melocactus delessertianus (ein Synonym von Melocactus curvispinus) aus Monvilles Sammlung zwei Kakteenarten. Zuvor hatte Lemaire schon mit Cactearum aliquot novarum (1838) eine detaillierte Beschreibung einiger neuer und ungewöhnlicher Kakteen aus dessen Sammlung veröffentlicht. Das Werk enthielt eine einzige Tafel mit der Abbildung von Echinocactus monvillii. Ein Jahr später folgte mit Cactearum genera nova speciesque novae (1839) ein Katalog von Monvilles Sammlung. Lemaire benutzte darin eine neue Systematik der Kakteengewächse (Cactaceae) mit den 13 Gattungen Pereskia, Opuntia, Lepismium, Hariota, Epiphyllum, Cereus, Echinonyctantus, Astrophytum, Echinocactus, Mamillaria, Anhalonium, Melocactus und Pilocereus. Die Gattungen gliederte er, basierend auf der Art der Keimung und der Form der Kotyledonen, in zwei heterogene Gruppen mit den Namen „Phyllariocotyledoneae“ und die „Phymatocotyledoneae“ Eine Besprechung erschien in John Claudius Loudons Gardener’s Magazine von 1840.
Lemaire plante eine Ikonografie der Kakteen mit etwa 200 ganzseitigen Abbildungen und einem begleitenden Textteil, die in 100 Teillieferungen (Faszikeln) auf Subskriptionsbasis 20 Jahre lang ausgeliefert werden sollte. Die farbigen Tafeln wurden nach Zeichnungen Édouard Maubert (1806–1879) gedruckt und feinere Details von Auguste Duménil mit einem Pinsel retuschiert. Im Mai 1841 wurde in der Zeitschrift L’Horticulteur universel bekanntgegeben, dass die Auslieferung des ersten Teils der Iconographie descriptive des Cactées in wenigen Tagen erfolgen soll. Bis 1847 erschienen nur acht Teillieferungen mit insgesamt 16 Tafeln. Es sind nur elf, meist unvollständige, Exemplare bekannt. Ein Exemplar mit allen 16 Tafeln befindet sich im Natural History Museum in London. Eine Versteigerung durch das Auktionshaus Christie’s erzielte am 4. Juni 2003 einen Erlös von 15.535 Pfund Sterling.
Von 1841 bis 1849 lieferte Lemaire zahlreiche Beiträge für Charles Henry Dessalines d’Orbignys Dictionnaire universel d’histoire naturelle (1841–1849).
1845 erschien sein Manuel de l’Amateur de cactus, das sich hauptsächliche mit der Kultivierung von Kakteen befasste.
Ab 1845 arbeitete Lemaire in Gent zunächst für die durch Louis van Houtte gegründete Zeitschrift Flore des serres et des jardins de l’Europe (1845–1849), später für die von Ambroise Verschaffelt verlegten L’Illustration horticole (1854–1869). Darin erschien 1858 die Erstbeschreibung der Gattung Schlumbergera mit der er Frédéric Schlumberger (1823–1893) ehrte.
Von 1. Juli 1850 bis 31. Mai 1854 publizierte Lemaire die Zeitschrift Le jardin fleuriste Die vier Bände erschienen halbmonatlich in jeweils 24 Teilen und umfassten schließlich 430 Tafeln.
Als Bestandteil der Bibliothèque du jardinier erschienen 1868 Les cactées und ein Jahr später Les plantes grasses (1869). In Les cactées behandelte Lemaire 30 Gattungen der Kakteen, die er nach ihrer natürlichen Verwandtschaft in zehn Tribus gegliederte:
- Mélocactées
  - Melocactus
  - Mamillaria
  - Coryphantha
  - Pelecyphora
  - Anhalonium
- Leuchtenbergiées
  - Leuchtenbergia
- Échinocactées
  - Echinocactus
  - Astrophytum
  - Discocactus
  - Malacocarpus
- Céréastrées
  - Echinocereus
  - Aporocactus
  - Cleistocactus
  - Pilocereus
- Céréées
  - Cereus
  - Echinopsis
  - Phyllocactus
- Épiphyllées
  - Schlumbergera
  - Epiphyllum
  - Disisocactus
- Rhipsalidées
  - Rhipsalis
  - Hariota
  - Lepismium
- Pfeifférées
  - Pfeiffera
- Opuntiées
  - Cactus
  - Tephrocactus
  - Nopalea
  - Consolea
  - Opuntia
- Peiresciées
  - Peirescia

Dabei handelte es sich um eine leicht revidierte Fassung, die Lemaire 1861 in der Revue horticole veröffentlichte.
Les plantes grasses beschäftigt sich mit den  „anderen“  Sukkulenten. Kurze Besprechungen von Les cactées und Les plantes grasses erschienen 1869 in The Gardeners’ chronicle and agricultural gazette. Eine geplante Monografie der Kakteengewächse kam nicht mehr zustande.

## Ehrungen
Die Gattung Lemairea de Vriese (1854) aus der Familie der Goodeniengewächse (Goodeniaceae) wurde nach ihm benannt. Die Gattung Lemaireocereus Britton & Rose (1909) aus der Familie der Kakteengewächse (Cactaceae), sowie der davon abgeleitete Gattungsname Neolemaireocereus Backeb. (1942) wurde ebenfalls nach Lemaire benannt.
Vom 13. März bis 12. April 2019 zeigt die Société nationale d’horticulture de France die Ausstellung Charles Lemaire et Édouard Maubert, une passion commune pour la botanique (Charles Lemaire und Edouard Maubert, eine gemeinsame Leidenschaft für die Botanik).

## Schriften (Auswahl)
Bücher
- Cactearum aliquot novarum ac insuetarum in Horto monvilliano cultarum accurata descriptio. F. G. Levrault, Paris / Strasbourg 1838 (Digitalisat, PDF).
- Cactearum genera nova speciesque novae et omnium in Horto monvilliano cultarum ex affinitatibus naturalibus ordinatio nova indexque methodicus. J. Loss, Paris 1839 (Digitalisat).
- Iconographie descriptive des cactées, ou, Essais systématiques et raisonnés sur l’histoire naturelle, la classification et la culture des plantes de cette famille. H. Cousin, Paris [1841–1847] (Digitalisat, PDF).
- Traité de la culture des geranium, des calcéolaires des verveines et des cinéraires. Cousin, Paris 1842 (Digitalisat) – mit Chauvière.
- Plantes bulbeuses ou ognons à fleurs. Paris [1842] (Digitalisat).
- Essais sur l’histoire et la culture générale des plantes bulbeuses […]. H. Cousin, Paris 1843 (Digitalisat).
- Des genres Camellia, Rhododendron, Azalea, Acacia, Epacris, Erica et des plantes de serre froide en général, histoire et culture. Audot, Paris 1844 (Digitalisat, Digitalisat).
- Manuel de l’amateur de cactus. Histoire naturelle des plantes de la famille des cactacées. Paris [1845] (Digitalisat).
- Traité raisonné d’horticulture pratique. A. Jamar, Brüssel 1850 (Digitalisat).
- Le jardin fleuriste ou instructions simples et precises à l’usage des amateurs et des horticulteurs pour la culture des plantes d’ornament annuelles ou vivaces, oignons à fleurs etc. A. Goin, Paris 1857.
  - 2. Auflage: Le jardin fleuriste instructions simples et precises […] pour la culture des plantes d'ornament annuelles ou vivaces, oignons à fleurs, arbres et arbustes, etc. A. Goin, Paris 1864 – mit M. Lequien.
- Les cactées histoire, patrie, organes de végétation, inflorescence culture, etc. Paris [1868] (Digitalisat, Digitalisat).
- Les plantes grasses autres que les cactées. Histoire, patrie, genres, espèces et culture, etc. Paris [1869] (Digitalisat).
  - 2. Auflage, Paris 1879.
  - 3. Auflage, Paris 1889 (Digitalisat).
- Guide pour bouturer, greffer, marcotter et semer les plantes d’ornement annuelles, vivaces, arbres et arbustes, etc., etc., extrait en partie du “Jardin fleuriste”. 2., korrigierte und ergänzte Auflage, A. Goin, Paris 1869 – mit Lequien und Buysson.

Als Herausgeber und Mitherausgeber
- L’Horticulteur universel. Band 1–6, H. Cousin, Paris 1839–1845 (Digitalisate).
- Herbier général de l’amateur. Paris 1839–1850 (Digitalisate).
- Flore des serres, et des jardins de l’Europe. Band 1–5, Gent 1845–1849 (Digitalisate).
- Le jardin fleuriste. Band 1–4, Gent 1851–1854 (Digitalisate).
- L’Illustration horticole. Band 1–16, Gent 1854–1869 (Digitalisate).
- Revue horticole. Journal d’horticulture practique. Paris 1858–1867 (Digitalisate).

Als Übersetzer
- Théorie de l’horticulture ou essais descriptifs, selon les principes de la physiologie, sur les principales opérations horticoles. H. Cousin, Paris 1841 (Digitalisat) – von John Lindleys The theory of horticulture (1840).